# Береговая охрана Гаити
Береговая охрана Гаити (фр. Commissariat des Gardes-Côtes d’Haïti) — это структурное подразделение национальной полиции Гаити.

## История

### Военно-морские силы Гаити (до сентября 1994 года)

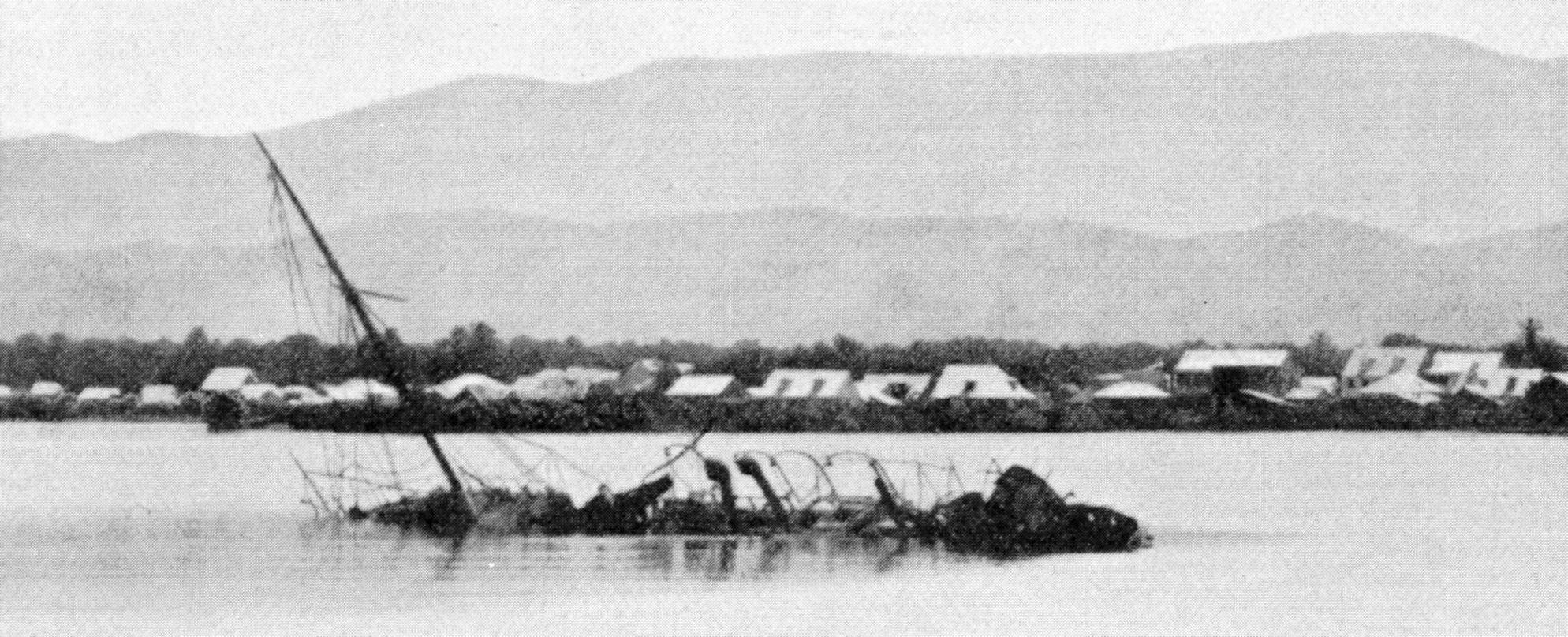
затонувшая канонерка Crete-à-Pierrot (6 сентября 1902)

По состоянию на 1890 год вооружённые силы Гаити включали в себя армию из 7 тысяч солдат и флот из 4 кораблей.
2 сентября 1902 года гаитянская 950-тонная канонерка «Crête-à-Pierrot» (экипаж которой участвовал в восстании против правительства Гаити) задержала в порту Кап-Аитьен и обыскала в поисках контрабанды пароход «Markomannia» немецкой компании HAPAG. После обыска пароход был отпущен, но правительство Германской империи оценило происшедшее как пиратство и направило к побережью Гаити находившуюся в Карибском море канонерку «Panther». 6 сентября 1902 года в заливе Гонав немецкая канонерка обстреляла «Crête-à-Pierrot», которая загорелась и была затоплена экипажем.
В декабре 1910 года правительство Гаити купило выведенный из состава итальянского военного флота бронепалубный крейсер "Umbria" (после прибытия 13 июня 1911 года в порт Пор-де-Пе переименованный в "Consul Gostrück"). После этого, в 1911 году флот состоял из 5 кораблей старой постройки.
В связи с осложнением внутриполитической обстановки на острове, в январе 1915 года с прибывших к побережью Гаити боевых кораблей высадились подразделения морской пехоты США, Великобритании, Франции и Германии, взявшие под охрану дипломатические представительства своих держав. В феврале 1915 года в результате военного переворота к власти в стране пришёл генерал Ж. В. Г. Сан.
15 июля 1915 года с находившихся у берегов Гаити боевых кораблей в Порт-о-Пренсе высадились небольшие подразделения морских пехотинцев США и Франции, 28 июля 1915 года США оккупировали Гаити силами морской пехоты. Существовавшая ранее правительственная армия была распущена, вместо неё в период с 1916 до начала 1918 года под контролем США на острове была создана жандармерия. Американская оккупация Гаити продолжалась до августа 1934 года.
В конце 1930-х годов в составе жандармерии была создана береговая охрана (Garde Côtière Haïtienne).
В декабре 1941 года, вслед за США, Гаити объявила войну Германии, но непосредственного участия в боевых действиях не принимала. Тем не менее, в ходе Второй Мировой войны США оказали Гаити военную помощь.
- так, в 1942 году от береговой охраны США для береговой охраны Гаити были переданы шесть патрульных катеров.

В 1947 году из США были получены три охотника за подводными лодками («Touissaint L’Ouverture», «16 Aout 1946» и «Admiral Killick»), один 47-тонный катер «Savannah» и транспортное судно «Vertières».
По состоянию на 1948 год на вооружении береговой охраны имелось шесть кораблей.
В 1951 году затонул транспорт «Vertières».
В 1956 году из США был получен 100-тонный катер «La Crête-à-Pierrot», который был включён в состав береговой охраны.
25 мая 1960 года по программе военной помощи из США было получено вспомогательное судно "Tonawanda" 1944 года постройки (исключённое из состава военно-морского флота США в 1959 году).
В 1969 году военно-морские силы Гаити насчитывали 250 человек и шесть сторожевых катеров.
21 апреля 1970 года офицеры береговой охраны подняли восстание против диктатуры Ф. Дювалье, три корабля обстреляли президентский дворец в Порт-о-Пренсе, но после того, как были обстреляны боевым самолётом ВВС Гаити — отступили в залив Гуантанамо и сдались военнослужащим базы США Гуантанамо. В дальнейшем, власти США отправили интернированные корабли в Пуэрто-Рико, откуда они были возвращены на Гаити.
В 1972 году американская фирма «Аэротрейд» с разрешения правительства США продала Гаити партию оружия и шесть судов для береговой охраны — на общую сумму 1,5 млн долларов США.
В 1975-1976 годы военно-морские силы Гаити насчитывали 300 человек и несколько катеров.
1 октября 1978 года США продали Гаити буксир «USS Samoset» (который получил новое название — «Henri Christophe» и был включён в состав военно-морских сил).
В 1982-1983 годы общая численность вооружённых сил Гаити составляла 7,55 тыс. человек (из них 300 человек — в военно-морских силах); кроме того, имелись полицейские и вооружённые формирования, не входившие в состав вооружённых сил.
В конце 1992 года общая численность вооружённых сил Гаити составляла 7,4 тыс. человек (из них 250 человек в ВМС).
13 октября 1993 года, после того, как правительство Гаити отказалось допустить на остров сотрудников ООН, Совет Безопасности ООН принял резолюцию № 873, которая установила запрет на поставки оружия на Гаити. Введённое эмбарго осложнило техническое обслуживание и ремонт техники вооружённых сил Гаити (в том числе, кораблей и катеров ВМФ) и снизило их боеспособность.
В сентябре 1994 года в результате военного вторжения США и последовавшей оккупации страны ранее существовавшие вооружённые силы (в том числе, военно-морские силы Гаити) и полиция были расформированы, вместо них под контролем США и ООН началось формирование национальной полиции (вооружённой только стрелковым оружием и не имевшей бронетехники, тяжёлого вооружения и авиатехники).

### Береговая охрана Гаити (после 1994 года)
О намерении создать «подразделение морской полиции» было объявлено 16 июля 1996 года, для этой цели в середине 1996 года из США на остров были доставлены четыре малых патрульных катера класса «Guardian» (водоизмещение 2,2 тонны, экипаж 2-3 человека).
На рубеже 2000—2001 гг. началось создание подразделения береговой охраны, численность которой в 2002—2007 гг. составляла 30 человек со стрелковым оружием.
В 2007-2011 годы численность береговой охраны составляла 30 человек, на вооружении имелось 4 малых патрульных катера класса «Guardian», полученных из США в середине 1996 года и стрелковое оружие.

## Современное состояние
Береговая охрана находится в оперативном подчинении национальной полиции. Используется для обеспечения безопасности в территориальных водах Гаити и проведения поисково-спасательных операций. Она имеет базы в Порт-о-Пренсе, Кап-Аитьене и Жакмеле.
По состоянию на начало 2022 года, численность береговой охраны составляла 50 человек, на вооружении имелось 8 патрульных катеров (пять катеров типа "Dountless" и три катера 3812-VCF).